# ولسوالی دیله و خوشامند
دیله و خوشامند یکی از ولسوالیهای ولایت پکتیکا در جنوب خاوری افغانستان است  با جمعیت نزدیک به ۵۰۲۰۳ نفر.

## منبع‌ها
- مشارکت‌کنندگان ویکی‌پدیا. «Paktika Province». در دانشنامهٔ ویکی‌پدیای انگلیسی، بازبینی‌شده در ۴ اسفند ۱۳۹۰ خورشیدی.